# ブラット・パック
ブラット・パック（Brat Pack）は、1980年代のハリウッド青春映画に出演した若手俳優の一団に付けられたあだ名。「小僧っ子集団」というような意味。日本ではYA（ヤングアダルト）スターと呼ばれることもあった。

## 由来
ブラット・パックとは、1950年代・1960年代にハンフリー・ボガートの共演者の一団に付けられたあだ名、ラット・パック（Rat Pack）のもじりであり、この言葉は、1985年に雑誌『ニュー・ヨーク』に掲載された記事で有名になった。記事の中では、エミリオ・エステベス、ジャド・ネルソン、ロブ・ロウ、ショーン・ペン、ロバート・ダウニー・Jr、さらに『アウトサイダー』の出演者、トム・クルーズ、C・トーマス・ハウエル、マット・ディロン、ラルフ・マッチオなど多数の俳優が言及されたが、一般にはジョン・ヒューズの『ブレックファスト・クラブ』とジョエル・シュマッカーの『セント・エルモス・ファイアー』の出演者が中心メンバーとされる。すなわち、エステベス、ネルソン、ロウ、アンソニー・マイケル・ホール、モリー・リングウォルド、デミ・ムーア、アリー・シーディ、アンドリュー・マッカーシーの8人である。メア・ウィニンガムは、『セント・エルモス・ファイアー』に出演したにもかかわらず、それ以外に他のメンバーと共演することがなかったのでリストからはずされることが多い。これ以外に、ダイアン・レイン、パトリック・スウェイジ、キーファー・サザーランド、メアリー・スチュアート・マスターソン、ケヴィン・ベーコン、ジョン・キューザック、ジェームズ・スペイダー、ジョン・クライヤー、ジェイミー・ガーツ、マシュー・ブロデリック、チャーリー・シーン、メリッサ・ギルバートなど、同時代に中心メンバーと共演した俳優も含まれることがある。

## 作品リスト
| タイトル                                         | 出演者               | 出演者                       | 出演者                   | 出演者                     | 出演者       | 出演者           | 出演者                 | 出演者             | 出演者                                                                                            |
| タイトル                                         | エミリオ・エステベス | アンソニー・マイケル・ホール | ロブ・ロウ               | アンドリュー・マッカーシー | デミ・ムーア | ジャド・ネルソン | モリー・リングウォルド | アリー・シーディー | 共演者                                                                                            |
| ------------------------------------------------ | -------------------- | ---------------------------- | ------------------------ | -------------------------- | ------------ | ---------------- | ---------------------- | ------------------ | ------------------------------------------------------------------------------------------------- |
| アウトサイダー （1983年）                        | ツー・ビット         |                              | ソーダポップ・カーティス |                            |              |                  |                        |                    | マット・ディロン、パトリック・スウェイジ、トム・クルーズ、C・トーマス・ハウエル、ラルフ・マッチオ |
| 恋のスクランブル （1983年）                      |                      |                              | スキップ                 | ジョナサン                 |              |                  |                        |                    | ジョン・キューザック                                                                              |
| すてきな片想い （1984年）                        |                      | テッド                       |                          |                            |              |                  | サム                   |                    | ジョン・キューザック、ジェイミー・ガーツ                                                          |
| オックスフォード・ブルース （1984年）            |                      |                              | ニック                   |                            |              |                  |                        | ロナ               |                                                                                                   |
| ブレックファスト・クラブ （1985年）              | アンドリュー         | ブライアン                   |                          |                            |              | ジョン           | クレア                 | アリソン           |                                                                                                   |
| セント・エルモス・ファイアー （1985年）          | カービー             |                              | ビリー                   | ケヴィン                   | ジュールズ   | アレック         |                        | レズリー           | メア・ウィニンガム                                                                                |
| プリティ・イン・ピンク/恋人たちの街角 （1986年） |                      |                              |                          | ブレーン                   |              |                  | アンディ               |                    | ジョン・クライヤー、ジェームズ・スペイダー                                                        |
| ブルー・シティ/非情の街 （1986年）               |                      |                              |                          |                            |              | ビリー           |                        | アニー             |                                                                                                   |
| きのうの夜は… （1986年）                         |                      |                              | ダニー                   |                            | デビー       |                  |                        |                    |                                                                                                   |
| ウィズダム/夢のかけら （1986年）                 | ジョン               |                              |                          |                            | カレン       |                  |                        |                    | チャーリー・シーン（カメオ出演、クレジットなし）                                                  |
| 想い出のジュエル （1988年）                      |                      |                              |                          | マット                     |              |                  | ジュエル               |                    |                                                                                                   |
| ワイルドボーイズ （1994年）                      |                      | ジュリアス・シーザー         |                          |                            |              | 囚人1            |                        |                    |                                                                                                   |

## ギャラリー
ブラット・パックの面々
- アンソニー・マイケル・ホール（2004年撮影、『ブレックファスト・クラブ』と『すてきな片想い』に出演）
- モリー・リングウォルド（2007年撮影、『ブレックファスト・クラブ』、『プリティ・イン・ピンク/恋人たちの街角』、『すてきな片想い』に出演）
- アンドリュー・マッカーシー（2010年撮影、『セント・エルモス・ファイアー』と『プリティ・イン・ピンク/恋人たちの街角』に出演）
- デミ・ムーア（2009年撮影、『セント・エルモス・ファイアー』と『プリティ・イン・ピンク/恋人たちの街角』に出演）
- エミリオ・エステベス（2006年撮影、『ブレックファスト・クラブ』と『セント・エルモス・ファイアー』に出演）
- アリー・シーディ（2011年撮影、『ブレックファスト・クラブ』と『セント・エルモス・ファイアー』に出演）
- ロブ・ロウ（2003年撮影、『恋のスクランブル』、『セント・エルモス・ファイアー』、『きのうの夜は…』に出演